# Toga (île)
Pour les articles homonymes, voir Toga.
Toga (en lo-toga Toge [ˈtɔɣə]) est une île du nord du Vanuatu, située au sud de l’archipel des îles Torres.

## Géographie
Sa superficie est de 18,8 km2 et son point culminant a une altitude de 240 m. Il s'agit d'un atoll surélevé.

## Population
En 2009, Toga avait une population de 276 habitants, répartie entre les deux villages Litew et Liqal.
Les habitants de Toga parlent le dialecte toga de la langue lo-toga.